# Школа ім. Горького
Школа ім. Горького - село Кардимовського району Смоленської області Росії.

## Історія
Під час Другої світової війни село було окуповано нацистами у серпні 1941 року. Звільнено у вересні 1943 року.